# Angluzelles-et-Courcelles

Angluzelles-et-Courcelles este o comună în departamentul Marne, Franța. În 2009 avea o populație de 136 de locuitori.